# Чу Джихун
Чу Джихун (кор. 주지훈; род. 16 мая 1982 года, Сеул, Республика Корея) — южнокорейский актёр и модель. Он получил международное признание благодаря главной роли в телесериале «Дворец» 2006 года и достиг дальнейшей известности благодаря сериалам: «Маска» (2015), «Королевство зомби» (2019—2020), «Гиена» (2020), «Магазин светильников» (2024) и «Травматологический центр» (2025), за роль в котором был удостоен премии «Пэксан» и телепремии «Голубой дракон» за лучшую мужскую роль.
Известный своей универсальностью, Чу также получил признание за свои роли в фильмах: «Асура: Безумный город» (2016), «С Богами: Два мира» (2017) и его сиквеле 2018 года, «Шпион пошёл на Север» (2018), «Тень убийства» (2018) и «Неофициальная операция» (2023).

## Ранняя жизнь
Чу Джихун родился 16 мая 1982 года в Кандон-гу, Сеул, Южная Корея. Он окончил Университет Кёнгидо по специальности «актёрское мастерство».

## Карьера

### 2003—2008: Актёрский дебют и признание
В 2003 году Чу дебютировал как модель, участвуя в рекламных кампаниях для таких брендов одежды, как Calvin Klein, Levi’s и Reebok. Он также исполнял небольшие роли в телевизионных драмах, но настоящий прорыв произошёл в 2006 году с романтической комедией «Дворец», основанной на манхве «Гунг». Сериал стал хитом как в Южной Корее (с пиковым рейтингом 28,3 %), так и в Азии, что привело к взлёту Чу к славе в рамках корейской волны популярности. На церемонии MBC Drama Awards он получил награду в номинации «Лучший новый актёр» вместе с актрисой Юн Ын Хе.
В марте 2007 года Чжу снялся в драме канала KBS2 «Люцифер» в роли мстителя, где его партнёрами по съёмочной площадке стали Ом Тхэ Ун и Син Мин А. В том же месяце он получил премию «Новая азиатская звезда» на 1-й церемонии Astar TV Drama Awards за свои роли в «Дворец» и «Люцифере».
Дебют Чу в кино состоялся в 2008 году с фильмом «Кондитерская „Антик“», основанным на манге «Antique Bakery». Фильм был приглашён на 59-й Берлинский международный кинофестиваль. Затем он вновь снялся вместе с Син Мин А, своей коллегой по «Люциферу», в романтической комедии «Неприкрытая кухня».

### 2009—2017: Служба в армии и возвращение
В январе 2011 года, перед демобилизацией из армии в ноябре, он подписал контракт с агентством развлечений KeyEast, принадлежащим актёру Пэ Ёнджуну.
В августе 2012 года Чу вернулся на экраны в комедийной картине «Я король». Вдохновлённый популярным романом «Принц и нищий», Чу исполнил двойную роль наследного принца Чуннёна и раба Токчиля в вымышленном историческом периоде до того, как принц становится королём Седжоном Великим. Затем последовала его главная роль пианиста в мелодраме «Пять пальцев», которая транслировалась с августа по ноябрь 2012 года. Чу также снялся в медицинской драме «Гении медицины» и романтической комедии «Ночь накануне свадьбы».
Чу дебютировал в кино в Китае с романтическом триллере «Любовное подозрение». В 2014 году Чу снялся в фильме «Признание» вместе с Чжи Соном и Ли Гвансу, неонуар-картине, жёстко исследующей последствия дружбы трёх мужчин после смерти матери одного из них.
В 2015 году Чу сыграл главную роль в исторической драме «Коварство», воссоединившись с режиссёром, работавшим над «Кондитерской „Антик“» и «Непрекрытая кухня». Затем он вернулся на малые экраны с мелодрамой SBS «Маска» вместе с Су Э.
В 2016 году Ю снялся в нуар-триллере «Асура: Безумный город», который был представлен на международном уровне на 41-м Кинофестивале в Торонто. Он получил награду как самая популярная кинозвезда на церемонии Korea Top Star Awards.

### 2018-наст. время: Карьерный рост
С 2017 по 2018 год Чу снялся в двухсерийном фэнтезийном эпосе «С Богами: Два мира». Фильм стал вторым по кассовым сборам в Южной Корее, а Чу получил известность благодаря роли Хаэвонмэка.
В 2018 году Чу снялся в триллерах «Шпион пошёл на Север» и «Тень убийства». Его игра в обоих фильмах была высоко оценена, и он получил несколько наград за лучшую мужскую роль второго плана на различных церемониях награждения за роль в фильме «Шпион пошёл на Север», а также был номинирован на в категории «Лучшая мужская роль» на премии «Голубой дракон» за «Тень убийства».
В 2019 году Чу вернулся на малые экраны, снявшись в двух телевизионных сериалах: зомби-драме периода от Netflix «Королевство зомби» и фэнтезийной юридической драме от MBC «Нечто». В 2020 году Чу повторил свою роль во втором сезоне «Королевства зомби» и снялся в юридической драме «Гиена». В январе 2021 года Чу подписал контракт с новым агентством H& Entertainment.
В июне 2023 года стало известно, что Чу Джихун исполнит главную роль в медицинской дораме «Травматологический центр», вместе с Чху Ён У, Ха Ён, Чон Джэ Кваном и Юн Кён Хо. Сериал основан на одноимённом вебтуне. Релиз сериала состоялся 24 января 2025 года.

## Личная жизнь

### Военная служба
2 февраля 2010 года Чу был призван на обязательную военную службу в армию Республики Корея. Он прошёл пятинедельный курс базовой подготовки в 306-м призывном пункте в Уджонбу, провинция Кёнгидо, после чего был направлен на службу в резервные силы.
В августе того же года Чу снялся в военном мюзикле «Путешествие жизни» вместе с актёром Ли Джун Ги. Мюзикл, посвящённый 60-летию Корейской войны, был совместным проектом Министерства национальной обороны и Корейской ассоциации музыкального театра. Премьера состоялась с 21 по 29 августа в Национальном театре Кореи. Чу был демобилизован 21 ноября 2011 года.

### Юридические вопросы
27 апреля 2009 года полиция Сеула предъявила Чу обвинение без заключения под стражу вместе с 15 другими лицами по подозрению в употреблении экстази, который, по данным следствия, был предоставлен актёрами Юн Соль Хи и Ё Хак Ён. 23 июня 2009 года он признал себя виновным в суде в употреблении экстази и кетамина. Чу был приговорён к шести месяцам лишения свободы условно на один год, 120 часам общественных работ и штрафу в размере ₩360 000.
Судья, вынося приговор, отметил: «Характер преступления далеко не лёгкий. Однако у него нет судимостей, он глубоко осознал свою вину и не употреблял наркотики в течение года и двух месяцев. Также многие поклонники как внутри страны, так и за её пределами обратились с призывами о соответствующем рассмотрении дела и направили петиции». Адвокат Чу также заявил: «Конечно, он должен понести наказание за своё преступление, но неправильная информация продолжала распространяться, и его представляли как привычного потребителя, что было несправедливо».

## Фильмография

### Кино
| Год  | Название                    | Роль            | Примечания      | Ист.          |
| ---- | --------------------------- | --------------- | --------------- | ------------- |
| 2008 | Кондитерская «Антик»        | Ким Чжин Хёк    |                 |               |
| 2009 | Неприкрытая кухня           | Пак Ду Ре       |                 |               |
| 2012 | Я король                    | Ли До / Токчиль |                 |               |
| 2013 | Ночь накануне свадьбы       | Кён Су          |                 |               |
| 2014 | Любовное подозрение         | Кан Хан         | Китайский фильм |               |
| 2014 | Признание                   | Чон Ин Чуль     |                 |               |
| 2015 | Коварство                   | Им Сун Чжэ      |                 |               |
| 2016 | Асура: Безумный город       | Мун Сон Мо      |                 |               |
| 2017 | С Богами: Два мира          | Хэвонмак        |                 |               |
| 2018 | С Богами: Последние 49 дней | Хэвонмак        |                 |               |
| 2018 | Шпион пошёл на Север        | Менеджер Чон    |                 |               |
| 2018 | Тень убийства               | Кан Тхэ Хо      |                 |               |
| 2022 | Охота                       | Хён Су Чон      | Камео           | [ 52 ]        |
| 2022 | Джентльмен                  | Чи Хён СУ       |                 | [ 53 ]        |
| 2023 | Неофициальная операция      | Ким Пан Су      |                 | [ 54 ] [ 55 ] |
| 2024 | В тумане                    | Джо Пак         |                 | [ 56 ] [ 57 ] |

### Телевидение
| Год       | Название                       | Роль                       | Примечания   | Ист.   |
| --------- | ------------------------------ | -------------------------- | ------------ | ------ |
| 2002      | Безостановочно 3               | Человек на улице           |              |        |
| 2004      | Семейный дом Апгуджона         | Воспитатель в детском саду | 204-й эпизод |        |
| 2005      | One Span Drama - Старая любовь | Мужчина № 2                |              |        |
| 2006      | Дворец                         | Наследный принц Ли Шин     |              |        |
| 2007      | Люцифер                        | О Сон Ха                   |              |        |
| 2012      | Пять пальцев                   | Ю Чи Хо                    |              |        |
| 2013      | Гении медицины                 | Хан Сон Чжэ                |              |        |
| 2015      | Маска                          | Чхве Мин У                 |              |        |
| 2019      | Нечто                          | Кан Гон                    |              |        |
| 2019-2020 | Королевство зомби              | Наследный принц Ли Чан     | 1, 2 сезоны  |        |
| 2020      | Гиена                          | Юн Хи Чжэ                  |              |        |
| 2021      | Чирисан                        | Кан Хен Чжо                |              |        |
| 2024      | Не содержит кровь              | У Чэ Ун                    |              | [ 58 ] |
| 2024      | Возлюби врага своего           | Сок Джи Вон                |              | [ 59 ] |
| 2024      | Магазин светильников           | Чон Вон Ён                 |              | [ 60 ] |
| 2025      | Травматологический центр       | Пэк Кан Хёк                |              | [ 61 ] |
| 2025      | Ведьма                         |                            | Камео        | [ 62 ] |

### Телешоу
| Год  | Название          | Роль       | Примечания                          | Ист.   |
| ---- | ----------------- | ---------- | ----------------------------------- | ------ |
| 2021 | Поцелуй Вселенную | Рассказчик | Один из трёх документальных фильмов | [ 63 ] |

### Веб-шоу
| Год  | Название      | Роль                   | Примечания                        | Ист.   |
| ---- | ------------- | ---------------------- | --------------------------------- | ------ |
| 2023 | Первопроходцы | Член актёрского состав | С Ха Чон У, Чхве Минхо, Ё Джин Гу | [ 64 ] |

## Награды и номинации
| Награда                                   | Год  | Категория                                                             | Работа                                    | Результат | Ист.          |
| ----------------------------------------- | ---- | --------------------------------------------------------------------- | ----------------------------------------- | --------- | ------------- |
| APAN Star Awards                          | 2013 | Популярная звезда                                                     | Пять пальцев                              | Победа    | [ 65 ]        |
| APAN Star Awards                          | 2020 | Выдающиеся достижения, актёр в мини-сериале                           | Гиена                                     | Номинация | [ 66 ]        |
| Asia Artist Awards                        | 2018 | Артист года                                                           | Чу Джихун                                 | Победа    | [ 67 ]        |
| Asia Artist Awards                        | 2018 | Лучшая мужская роль                                                   | Чу Джихун                                 | Победа    | [ 67 ]        |
| Asia Contents Awards                      | 2020 | Лучшая мужская роль                                                   | Королевство зомби                         | Победа    | [ 68 ]        |
| Asia Model Awards                         | 2008 | Star Prize                                                            | Чу Джихун                                 | Победа    | [ 69 ]        |
| Asia Model Awards                         | 2020 | Звезда Азии                                                           | Чу Джихун                                 | Победа    | [ 70 ]        |
| Премия «Пэксан»                           | 2006 | Лучший новый актёр — телевидение                                      | Дворец                                    | Номинация |               |
| Премия «Пэксан»                           | 2009 | Популярный актёр — кино                                               | Кондитерская «Антик»                      | Победа    | [ 71 ]        |
| Премия «Пэксан»                           | 2009 | Лучший новый актёр — кино                                             | Кондитерская «Антик»                      | Номинация |               |
| Премия «Пэксан»                           | 2019 | Лучшая мужская роль — кино                                            | Тень убийства                             | Номинация | [ 72 ]        |
| Премия «Пэксан»                           | 2020 | Лучшая мужская роль — телевидение                                     | Гиена                                     | Номинация | [ 73 ]        |
| Премия «Пэксан»                           | 2025 | Лучшая мужская роль — телевидение                                     | Травматологический центр                  | Победа    |               |
| Кинопремия «Голубой дракон»               | 2018 | Популярная звезда                                                     | Шпион пошёл на Север                      | Победа    | [ 74 ]        |
| Кинопремия «Голубой дракон»               | 2018 | Лучшая мужская роль                                                   | Тень убийства                             | Номинация | [ 75 ]        |
| Кинопремия «Голубой дракон»               | 2018 | Лучшая мужская роль второго плана                                     | Шпион пошёл на Север                      | Номинация | [ 75 ]        |
| Телепремия «Голубой дракон»               | 2025 | Лучшая мужская роль                                                   | Травматологический центр                  | Победа    | [ 76 ] [ 77 ] |
| Buil Film Awards                          | 2017 | Лучшая мужская роль второго плана                                     | Асура: Безумный город                     | Номинация |               |
| Buil Film Awards                          | 2018 | Лучшая мужская роль второго плана                                     | Шпион пошёл на Север                      | Победа    | [ 78 ]        |
| Buil Film Awards                          | 2019 | Лучшая мужская роль                                                   | Тень убийства                             | Номинация | [ 79 ]        |
| Chunsa Film Art Awards                    | 2017 | Лучшая мужская роль второго плана                                     | Асура: Безумный город                     | Номинация |               |
| Chunsa Film Art Awards                    | 2019 | Лучшая мужская роль                                                   | Тень убийства                             | Победа    | [ 80 ]        |
| Chunsa Film Art Awards                    | 2019 | Лучшая мужская роль второго плана                                     | Шпион пошёл на Север                      | Номинация | [ 81 ] [ 82 ] |
| Golden Cinema Film Festival               | 2019 | Лучшая мужская роль                                                   | Тень убийства                             | Победа    | [ 83 ]        |
| KBS Drama Awards                          | 2007 | Выдающиеся достижения, актёр в мини-сериале                           | Люцифер                                   | Номинация |               |
| KCA Consumer Day Awards                   | 2018 | Лучшая мужская роль                                                   | С Богами: Два Мира / Тень убийтсва        | Победа    | [ 84 ]        |
| KOFRA Film Awards                         | 2019 | Лучшая мужская роль второго плана                                     | Шпион пошёл на Север                      | Победа    | [ 85 ]        |
| Korea Best Dresser Swan Awards            | 2004 | Лучшая мужская модель                                                 | Чу Джихун                                 | Победа    | [ 86 ]        |
| Korea Best Dresser Swan Awards            | 2005 | Лучшая мужская модель                                                 | Чу Джихун                                 | Победа    |               |
| Korean Association of Film Critics Awards | 2018 | Лучшая мужская роль второго плана                                     | Шпион пошёл на Север                      | Победа    | [ 87 ]        |
| Korean Film Producers Association Awards  | 2018 | Лучшая мужская роль                                                   | Тень убийства                             | Победа    | [ 88 ]        |
| Marie Claire Asia Star Awards             | 2018 | Звезда Азии                                                           | С Богами: Два мира / Тень убийства        | Победа    | [ 89 ]        |
| MBC Drama Awards                          | 2006 | Лучший новый актёр                                                    | Дворец                                    | Победа    | [ 90 ]        |
| MBC Drama Awards                          | 2013 | Excellence Award, Actor in a Miniseries                               | Гении медицины                            | Номинация |               |
| MBC Drama Awards                          | 2019 | Выдающиеся достижения, актёр в мини-сериале с понедельника по вторник | Нечто                                     | Номинация |               |
| SBS Drama Awards                          | 2012 | Выдающиеся достижения, актёр в драме выходного дн                     | Пять пальцев                              | Номинация |               |
| SBS Drama Awards                          | 2015 | Выдающиеся достижения, актёр в специальной дораме                     | Маска                                     | Победа    | [ 91 ]        |
| SBS Drama Awards                          | 2015 | Топ-10 звёзд                                                          | Маска                                     | Победа    | [ 92 ]        |
| SBS Drama Awards                          | 2020 | Выдающиеся достижения, актёр в мини-сериале «Остросюжетная дорама»    | Гиена                                     | Победа    | [ 93 ]        |
| SBS Drama Awards                          | 2020 | Лучшая пара                                                           | Чу Джихун (с Ким Хе Су) Гиена             | Номинация | [ 94 ]        |
| SBS Drama Awards                          | 2020 | Гран-при (Дэсан)                                                      | Гиена                                     | Номинация | [ 95 ]        |
| Style Magazine                            | 2005 | Самая стильная модель (мужчина)                                       | Чу Джихун                                 | Победа    |               |
| The Korea Film Actor’s Association        | 2016 | Популярная кинозвездла                                                | Асура: Безумный город                     | Победа    | [ 96 ]        |
| The Photographers' Association            | 2005 | Лучшая мужская модель                                                 | Чу Джихун                                 | Победа    | [ 97 ]        |
| The Seoul Awards                          | 2018 | Лучшая мужская роль второго плана                                     | С Богами: Два Мира / Шпион пошёл на Север | Победа    | [ 98 ]        |

### Списки
| Издатель   | Год  | Список                                             | Место | Ист.    |
| ---------- | ---- | -------------------------------------------------- | ----- | ------- |
| Forbes     | 2019 | Korea Power Celebrity 40                           | 40-е  | [ 99 ]  |
| Forbes     | 2020 | Korea Power Celebrity 40                           | 31-е  | [ 100 ] |
| Forbes     | 2021 | Korea Power Celebrity 40                           | 25-е  | [ 101 ] |
| The Screen | 2019 | 2009-2019. Самые кассовые актёры корейских фильмов | 13-е  | [ 102 ] |